# Yoel Romero
Yoel Romero Palacio (Pinar del Río, 30 de abril de 1977) é um lutador cubano de artes marciais mistas, popularizou-se durante o tempo que competiu no peso-médio do Ultimate Fighting Championship e hoje compete na mesma categoria pelo Bellator. Romero já foi medalhista olímpico de prata em luta livre olímpica e é reconhecido por muitos pares como um dos maiores lutadores de wrestling que já atuaram no MMA. Frequentemente é referido pela forma física duradoura ao longo dos anos, levando a discussões polêmicas sobre sua verdadeira idade e uso de substâncias proibidas, fatos nunca comprovados. Romero inclusive é um dos atletas mais testados pelas comissões atléticas durante seu período ativo no UFC.

## Carreira Olímpica
Romero competiu nas Olimpíadas de 2000 representando seu país Cuba. Ele ganhou a medalha de prata em freestyle wrestling, perdendo para Adam Saitiev na final. Enquanto competia no freestyle wrestling, Romero derrotou o medalhista de ouro Olímpico Cael Sanderson em três ocasiões. Sanderson se manteve invicto durante a faculdade. Romero é uma das únicas pessoas que derrotaram Sanderson em uma competição de freestyle.

## Carreira no MMA
Romero fez sua estreia profissional no MMA em Dezembro de 2009. Durante os dois anos seguintes, ele acumulou o recorde invicto de 4-0 em várias promoções da Alemanha e Polônia.
Ele venceu em sua estreia por nocaute técnico contra Sascha Weinpolter. Ele então enfrentou o polonês Michał Fijałka em sua segunda luta. Após uma performance dominante, Yoel ganhou por nocaute técnico no terceiro round, onde primeiramente foi classificado como desclassificação polêmica, devido à uma joelhada no chão lançada por Romero. Em 2011, ele venceu suas duas próximas lutas por nocaute técnico no primeiro round.

### Strikeforce
Romero assinou com o Strikeforce em Julho de 2011 e fez sua estreia promocional contra Rafael Cavalcante em 10 de Setembro de 2011 no Strikeforce: Barnett vs. Kharitonov. Ele perdeu a luta por nocaute no segundo round.

### Ultimate Fighting Championship
Romero fez sua estreia no UFC e nos médios contra Clifford Starks em 20 de Abril de 2013 no UFC on Fox: Henderson vs. Melendez. Ele venceu a luta por nocaute no primeiro round. A vitória também lhe rendeu o prêmio de Nocaute da Noite.
Romero era esperado para enfrentar Derek Brunson em 31 de Agosto de 2013 no UFC 164. Porém, Brunson sofreu uma lesão e se retirou da luta. O estreante na promoção Brian Houston foi brevemente ligado como substituto, porém Houston não foi liberado medicamente para lutar no evento e a luta foi cancelada.
Em sua segunda luta no UFC, Romero enfrentou Ronny Markes em 6 de Novembro de 2013 no UFC: Fight for the Troops 3. Ele venceu a luta por nocaute no terceiro round.
Romero conseguiu sua terceira vitória seguida no octagon ao derrotar Derek Brunson em 15 de Janeiro de 2014 no UFC Fight Night: Rockhold vs. Philippou por nocaute técnico no terceiro round. O combate ganhou o prêmio de Luta da Noite.
Romero enfrentou o prospecto Brad Tavares em 19 de Abril de 2014 no UFC on Fox: Werdum vs. Browne e venceu por decisão unânime em uma bela demonstração de seu wrestling. Romero também derrotou o veterano do Strikeforce Tim Kennedy em 27 de Setembro de 2014 no UFC 178 e venceu por nocaute técnico no terceiro round em um combate polêmico. No fim do segundo round, o americano quase nocauteou o cubano que, no intervalo, levou 28 segundos a mais que o permitido (um minuto) para se levantar do banco e voltar a lutar gerando muitas reclamações por parte da equipe de Kennedy. O combate ganhou o prêmio de Luta da Noite.
Romero enfrentaria Ronaldo Souza no UFC 184 em 28 de fevereiro, no entanto uma pneumonia tirou o brasileiro do card. A luta foi remarcada para o dia 18 de Abril de 2015 no UFC on Fox: Machida vs. Rockhold, mas dessa vez foi Romero que se lesionou, ao romper o menisco do joelho direito.
Romero enfrentou o brasileiro Lyoto Machida no dia 27 de Junho de 2015 no The Ultimate Fighter Brasil 4 Finale: Machida vs. Romero. Romero nocauteou o "The Dragon" no terceiro round, com uma saraivada de cotoveladas. A vitória valeu o prêmio de Performance da Noite.
Romero enfrentou o brasileiro Ronaldo Souza em 12 de Dezembro de 2015 no  UFC 194: Aldo vs. McGregor. E venceu por decisão dividida em um resultado que dividiu opiniões. Alguns especialistas marcaram 29-28 para Romero, outros para o brasileiro e muitos outros viram um empate.
Romero enfrentou o ex-campeão Chris Weidman durante o UFC 205, na estréia da companhia em Nova Iorque ocorrida no dia 12 de novembro de 2016. Yoel nocauteou o ex-campeão com uma joelhada voadora aos 24 segundos do terceiro round.

### Mudança de Categoria
Após não conseguir bater o peso da categoria Médio do UFC (até 83,9 kg) por duas ocasiões seguidas, foi imposto por Dana White que Yoel Romero fizesse a transição para a Categoria Meio-Pesado (até 93,0 kg). Porém, no dia 24 de Julho de 2018, por meio da conta oficial do UFC no Instagram, foi divulgado que Yoel enfrentará Paulo Borrachinha, competidor da categoria Médio, no dia 03 de Novembro de 2018, no UFC 230.

## Campeonatos e realizações

### MMA
- Ultimate Fighting Championship
  - Nocaute da Noite (Uma vez)
  - Performance da Noite (Duas vezes)
  - Luta da Noite (Quatro vezes)

### Luta livre olímpica
- - 1999 Campeão Mundial
  - 2000 Medalhista de Prata dos Jogos Olímpicos
  - 2x Membro cubano do time olímpico
  - 6x Medalhista World-Level
  - 3X Campeão da Copa Mundial
  - 2003 Campeão dos jogos Panamericanos
  - 5x Campeão do campeonato panamericano

## Cartel no MMA
| Cartel no MMA   |             |            |
| 22 lutas        | 15 vitórias | 7 derrotas |
| Por nocaute     | 13          | 1          |
| Por finalização | 0           | 0          |
| Por decisão     | 2           | 6          |

| Res.    | Cartel | Oponente          | Método                                     | Evento                                  | Data       | Round | Tempo | Local                   | Notas |
| ------- | ------ | ----------------- | ------------------------------------------ | --------------------------------------- | ---------- | ----- | ----- | ----------------------- | --- |
| Derrota | 15-7   | Vadim Nemkov      | Decisão (unânime)                          | Bellator 297: Nemkov vs. Romero         | 16/06/2023 | 5     | 5:00  | Chicago, Illinois       | Pelo Cinturão Meio Pesado do Bellator.                                                                                         |
| Vitória | 15-6   | Melvin Manhoef    | Nocaute (cotoveladas)                      | Bellator 285: Henderson vs. Queally     | 23/09/2022 | 3     | 3:34  | Dublin                  | |
| Vitória | 14-6   | Alex Polizzi      | Nocaute Técnico (socos)                    | Bellator 280: Bader vs. Kongo 2         | 06/05/2022 | 3     | 4:59  | Paris                   | |
| Derrota | 13-6   | Phil Davis        | Decisão (dividida)                         | Bellator 266: Davis vs. Romero          | 18/09/2021 | 3     | 5:00  | San Jose, California    | Estreia no Bellator; Retorno aos Meio Pesados.                                                                                 |
| Derrota | 13-5   | Israel Adesanya   | Decisão (unânime)                          | UFC 248: Adesanya vs. Romero            | 07/03/2020 | 5     | 5:00  | Las Vegas, Nevada       | Pelo Cinturão Peso Médio do UFC.                                                                                               |
| Derrota | 13-4   | Paulo Costa       | Decisão (unânime)                          | UFC 241: Cormier vs. Miocic II          | 17/08/2019 | 3     | 5:00  | Anaheim, Califórnia     | Luta da Noite. |
| Derrota | 13-3   | Robert Whittaker  | Decisão (dividida)                         | UFC 225: Whittaker vs. Romero II        | 09/06/2018 | 5     | 5:00  | Chicago, Illinois       | Luta não válida pelo Cinturão Peso Médio do UFC; Romero não bateu o peso; Luta da Noite.                                       |
| Vitória | 13-2   | Luke Rockhold     | Nocaute (socos)                            | UFC 221: Romero vs. Rockhold            | 10/02/2018 | 3     | 1:48  | Perth                   | Luta valendo o cinturão interino dos médios apenas para Rockhold. Romero não bateu o peso e a luta foi em Peso Casado (85 Kg.) |
| Derrota | 12-2   | Robert Whittaker  | Decisão (unânime)                          | UFC 213: Romero vs. Whittaker           | 08/07/2017 | 5     | 5:00  | Las Vegas, Nevada       | Pelo Cinturão Peso Médio Interino do UFC. Luta da Noite.                                                                       |
| Vitória | 12-1   | Chris Weidman     | Nocaute Técnico (joelhada voadora e socos) | UFC 205: Alvarez vs. McGregor           | 12/11/2016 | 3     | 0:24  | New York, New York      | Performance da Noite. |
| Vitória | 11-1   | Ronaldo Souza     | Decisão (dividida)                         | UFC 194: Aldo vs. McGregor              | 12/12/2015 | 3     | 5:00  | Las Vegas, Nevada       | |
| Vitória | 10-1   | Lyoto Machida     | Nocaute (cotoveladas)                      | UFC Fight Night: Machida vs. Romero     | 27/06/2015 | 3     | 1:38  | Hollywood, Florida      | Performance da Noite. |
| Vitória | 9-1    | Tim Kennedy       | Nocaute Técnico (socos)                    | UFC 178: Johnson vs. Cariaso            | 27/09/2014 | 3     | 0:58  | Las Vegas, Nevada       | Luta da Noite. |
| Vitória | 8-1    | Brad Tavares      | Decisão (unânime)                          | UFC on Fox: Werdum vs. Browne           | 19/04/2014 | 3     | 5:00  | Orlando, Flórida        | |
| Vitória | 7-1    | Derek Brunson     | Nocaute Técnico (cotoveladas no corpo)     | UFC Fight Night: Rockhold vs. Philippou | 15/01/2014 | 3     | 3:34  | Duluth, Geórgia         | Luta da Noite. |
| Vitória | 6-1    | Ronny Markes      | Nocaute (socos)                            | UFC: Fight for the Troops 3             | 06/11/2013 | 3     | 1:39  | Fort Campbell, Kentucky | |
| Vitória | 5-1    | Clifford Starks   | Nocaute (joelhada voadora e socos)         | UFC on Fox: Henderson vs. Melendez      | 20/04/2013 | 1     | 1:32  | San José, Califórnia    | Estreia no UFC; Estreia nos Médios; Nocaute da Noite.                                                                          |
| Derrota | 4-1    | Rafael Cavalcante | Nocaute (joelhada e socos)                 | Strikeforce: Barnett vs. Kharitonov     | 10/09/2011 | 2     | 4:51  | Cincinnati, Ohio        | Estreia no Strikeforce. |
| Vitória | 4-0    | Laszlo Eck        | Nocaute (soco)                             | Fight of the Night 2011                 | 27/05/2011 | 1     | 0:33  | Greding                 | |
| Vitória | 3-0    | Nikita Petrovs    | Nocaute Técnico (interrupção do córner)    | SFC 3: MMA Fight Night                  | 05/03/2011 | 1     | 2:58  | Gießen                  | |
| Vitória | 2-0    | Michał Fijałka    | Nocaute Técnico (interrupção do córner)    | IFF: The Eternal Struggle               | 08/11/2010 | 3     | 4:05  | Dąbrowa Górnicza        | |
| Vitória | 1-0    | Sascha Weinpolter | Nocaute Técnico (socos)                    | Fight of the Night 2009                 | 20/12/2009 | 1     | 0:48  | Nuremberg               | |

## Cartel na Luta Livre Olímpica
| Res.    | Cartel | Oponente               | Pontuação     | Data       | Evento                             | Localidade                | Notas                       |
| ------- | ------ | ---------------------- | ------------- | ---------- | ---------------------------------- | ------------------------- | --------------------------- |
| Derrota | 34-11  | Revaz Mindorashvili    | 0-1, 1-1, 0-5 | 26-09-2005 | Campeonato Mundial de Luta de 2005 | Budapeste, Hungria        | Valendo a medalha de prata  |
| Vitória | 34-10  | Taras Danko            | 3-1, 1-0      | 26-09-2005 | Campeonato Mundial de Luta de 2005 | Budapeste, Hungria        |                             |
| Vitória | 33-10  | Soslan Gattsiev        | 1-0, 2-0      | 26-09-2005 | Campeonato Mundial de Luta de 2005 | Budapeste, Hungria        |                             |
| Vitória | 32-10  | Radoslaw Horbik        | 1-0, 2-0      | 26-09-2005 | Campeonato Mundial de Luta de 2005 | Budapeste, Hungria        |                             |
| Vitória | 31-10  | Abraham Vasallo        | 4-0, 3-0      | 26-09-2005 | Campeonato Mundial de Luta de 2005 | Budapeste, Hungria        |                             |
| Derrota | 30-10  | Sazhid Sazhidov        | 3-5           | 26-04-2004 | Jogos Olímpicos de Verão de 2004   | Atenas, Grécia            | Valendo a medalha de bronze |
| Derrota | 30-9   | Cael Sanderson         | 2-3           | 26-04-2004 | Jogos Olímpicos de Verão de 2004   | Atenas, Grécia            |                             |
| Vitória | 30-8   | Lazaros Loizidis       | 3-1           | 26-04-2004 | Jogos Olímpicos de Verão de 2004   | Atenas, Grécia            |                             |
| Vitória | 29-8   | Davyd Bichinashvili    | 3-0           | 26-04-2004 | Jogos Olímpicos de Verão de 2004   | Atenas, Grécia            |                             |
| Vitória | 28-8   | Jeffrey Cobb           | Tech. Fall    | 26-04-2004 | Jogos Olímpicos de Verão de 2004   | Atenas, Grécia            |                             |
| Derrota | 27-8   | Sazhid Sazhidov        | 0-3           | 12-09-2003 | Campeonato Mundial de Luta de 2003 | Nova York, Estados Unidos |                             |
| Derrota | 27-7   | Mogamed Ibragimov      | 0-3           | 12-09-2003 | Campeonato Mundial de Luta de 2003 | Nova York, Estados Unidos |                             |
| Vitória | 27-6   | Thomas Bucheli         | 9-0           | 12-09-2003 | Campeonato Mundial de Luta de 2003 | Nova York, Estados Unidos |                             |
| Vitória | 26-6   | Marcin Jurecki         | 6-5           | 12-09-2003 | Campeonato Mundial de Luta de 2003 | Nova York, Estados Unidos |                             |
| Derrota | 25-6   | Adam Saitiev           | 3-4           | 05-09-2002 | Campeonato Mundial de Luta de 2002 | Teerã, Irã                | Ganhou a medalha de prata   |
| Vitória | 25-5   | Majid Khodaei          | 3-0           | 05-09-2002 | Campeonato Mundial de Luta de 2002 | Teerã, Irã                |                             |
| Vitória | 24-5   | Revaz Mindorashvili    | 3-2           | 05-09-2002 | Campeonato Mundial de Luta de 2002 | Teerã, Irã                |                             |
| Vitória | 23-5   | Katsutoshi Senba       | Fall          | 05-09-2002 | Campeonato Mundial de Luta de 2002 | Teerã, Irã                |                             |
| Vitória | 22-5   | Gabor Kapuvari         | 4-0           | 05-09-2002 | Campeonato Mundial de Luta de 2002 | Teerã, Irã                |                             |
| Vitória | 21-5   | Beibulat Musaev        | 3-0           | 22-11-2001 | Campeonato Mundial de Luta de 2001 | Sófia, Bulgária           | Ganhou a medalha de bronze  |
| Derrota | 20-5   | Khadzhimurad Magomedov | 1-3           | 22-11-2001 | Campeonato Mundial de Luta de 2001 | Sófia, Bulgaria           |                             |
| Vitória | 20-4   | Andre Backhaus         | 5-0           | 22-11-2001 | Campeonato Mundial de Luta de 2001 | Sófia, Bulgária           |                             |
| Vitória | 19-4   | Marcin Jurecki         | 4-1           | 22-11-2001 | Campeonato Mundial de Luta de 2001 | Sófia, Bulgária           |                             |
| Vitória | 18-4   | Mahmed Aghaev          | 5-0           | 2001-11-22 | Campeonato Mundial de Luta de 2001 | Sófia, Bulgária           |                             |
| Derrota | 17-4   | Adam Saitiev           | Fall          | 28-09-2000 | Jogos Olímpicos de Verão de 2000   | Sydney, Austrália         | Ganhou a medalha de prata   |
| Vitória | 17-3   | Amir Reza Khadem       | 3-0           | 28-09-2000 | Jogos Olímpicos de Verão de 2000   | Sydney, Austrália         |                             |
| Vitória | 16-3   | Justin Abdou           | 8-0           | 28-09-2000 | Jogos Olímpicos de Verão de 2000   | Sydney, Austrália         |                             |
| Vitória | 15-3   | Igors Samušonoks       | 3-0           | 28-09-2000 | Jogos Olímpicos de Verão de 2000   | Sydney, Austrália         |                             |
| Vitória | 14-3   | Magomed Kurugliyev     | 4-0           | 28-09-2000 | Jogos Olímpicos de Verão de 2000   | Sydney, Austrália         |                             |
| Vitória | 13-3   | Khadzhimurad Magomedov | 4-2           | 07-10-1999 | Campeonato Mundial de Luta de 1999 | Ancara, Turquia           | Venceu o campeonato mundial |
| Vitória | 12-3   | Ali Oezen              | 3-2           | 07-10-1999 | Campeonato Mundial de Luta de 1999 | Ancara, Turquia           |                             |
| Vitória | 11-3   | Magomed Kurugliyev     | 3-0           | 07-10-1999 | Campeonato Mundial de Luta de 1999 | Ancara, Turquia           |                             |
| Vitória | 10-3   | Vitali Gizoev          | 7-0           | 07-10-1999 | Campeonato Mundial de Luta de 1999 | Ancara, Turquia           |                             |
| Vitória | 9-3    | Andre Backhaus         | 8-4           | 07-10-1999 | Campeonato Mundial de Luta de 1999 | Ancara, Turquia           |                             |
| Vitória | 8-3    | Abbas Majidi           | 4-0           | 07-10-1999 | Campeonato Mundial de Luta de 1999 | Ancara, Turquia           |                             |
| Vitória | 7-3    | Khadzhimurad Magomedov | 3-2           | 07-09-1998 | Campeonato Mundial de Luta de 1998 | Teerã, Irã                | Ganhou a medalha de bronze  |
| Vitória | 6-3    | Michal Stanislawski    | 5-1           | 07-09-1998 | Campeonato Mundial de Luta de 1998 | Teerã, Irã                |                             |
| Derrota | 5-3    | Alireza Heidari        | 1-2           | 07-09-1998 | Campeonato Mundial de Luta de 1998 | Teerã, Irã                |                             |
| Vitória | 5-2    | Gabor Kapuvari         | 5-0           | 07-09-1998 | Campeonato Mundial de Luta de 1998 | Teerã, Irã                |                             |
| Vitória | 4-2    | Plamen Paskalev        | 5-0           | 07-09-1998 | Campeonato Mundial de Luta de 1998 | Teerã, Irã                |                             |
| Vitória | 3-2    | Mogamed Ibragimov      | Inj. Def.     | 29-08-1997 | Campeonato Mundial de Luta de 1997 | Krasnoyarsk, Rússia       |                             |
| Derrota | 2-2    | Soslan Fraev           | 1-3           | 29-08-1997 | Campeonato Mundial de Luta de 1997 | Krasnoyarsk, Rússia       |                             |
| Derrota | 2-1    | Eldar Assanov          | 1-3           | 29-08-1997 | Campeonato Mundial de Luta de 1997 | Krasnoyarsk, Rússia       |                             |
| Vitória | 2-0    | Igors Samušonoks       | 3-1           | 29-08-1997 | Campeonato Mundial de Luta de 1997 | Krasnoyarsk, Rússia       |                             |
| Vitória | 1-0    | Gari Modosyan          | 4-0           | 29-08-1997 | Campeonato Mundial de Luta de 1997 | Krasnoyarsk, Rússia       |                             |